# Ateleia venezuelensis
Ateleia venezuelensis är en ärtväxtart som beskrevs av Robert H Mohlenbrock. Ateleia venezuelensis ingår i släktet Ateleia och familjen ärtväxter. Inga underarter finns listade i Catalogue of Life.